# 20. Panzer-Division
20. Panzer-Division var en pansardivision i den tyska armén under andra världskriget.
Den bildades i oktober 1940 ur delar av 19. Infanterie-Division och 33. Infanterie-Division med avsevärda tillskott från reservförband.
Divisionen deltog i invasionen av Sovjetunionen och stred i den centrala delen av fronten och avancerade till närheten av Moskva. I maj 1944 transporterades divisionen till den södra krigszonen och drabbades där av svåra förluster vid Sovjets sommaroffensiv. För återhämtning och upprustning flyttades den i augusti till Rumänien varefter divisionen fick stridsuppgifter i Ostpreussen. I januari 1945 sändes divisionen till Ungern och den avslutade kriget i östra Tyskland.

## Befälhavare[1]
- Generalleutnant Horst Stumpff (13 nov 1940 - 10 sep 1941)
- Oberst Georg von Bismarck (10 sep 1941 - 14 okt 1941)
- Generalmajor Wilhelm von Thoma (14 okt 1941 - 1 juli 1942)
- Generalmajor Walther Düvert (1 juli 1942 - 1 okt 1942)
- Generalmajor Heinrich von Lüttwitz (1 okt 1942 - 5 maj 1943)
- Generalmajor Mortimer von Kessel (5 maj 1943 - 1 jan 1944)
- Oberst Werner Marcks (1 jan 1944 - 7 feb 1944)
- Generalleutnant Mortimer von Kessel (7 feb 1944 - 6 nov 1944)
- Generalmajor Hermann von Oppeln-Bronikowski (6 nov 1944 - 8 maj 1945)

## Organisation
Divisionens organisation vid tiden för operation Barbarossa
- Schützen-Brigade 20 Infanteribrigad
  - Schützen-Regiment 59
    - Schützen-Bataillon I
    - Schützen-Bataillon II

  - Schützen-Regiment 112
    - Schützen-Bataillon I
    - Schützen-Bataillon II

  - Kradschützen-Bataillon 20 Motorcykelbataljon
- Panzer-Regiment 21
  - Panzer-Abteilung I
  - Panzer-Abteilung II
  - Panzer-Abteilung III
- Artillerie-Regiment 92
  - Artillerie-Abteilung I
  - Artillerie-Abteilung II
  - Artillerie-Abteilung III
- Aufklärungs-Abteilung 20 Spaningsbataljon
- Panzerjäger-Abteilung 92 Pansarvärnsbataljon
- Pionier-Bataillon 92 Pionjärbataljon
- Nachrichten-Abteilung 92 Signalbataljon